# Peropteryx pallidoptera
Peropteryx pallidoptera,  é uma espécie de morcego da família Emballonuridae. Possui um epíteto que referencia as suas asas claras pallidus (pálido) e ptera (asa), também conhecido como é Pale-winged Dog-like Bat, é uma espécie de morcego pertencente à família Emballonuridae, sendo nativa dos neotrópicos. Ele pertence ao gênero Peropteryx Peters, 1867 e é reconhecido como P. pallidoptera Lim, Engstrom, Reid, Simmons, Voss, & Fleck, 2010. Esta espécie está presente em países como Colômbia, leste do Equador, Peru e frequentemente em florestas tropicais de várzea na América do Sul, como a Amazônia, mas também pode ser encontrada em formações florestais abertas ou em formações com secas adjacentes a florestas ciliares, além de áreas agrícolas e pastagens. [2]

## Descrição anatômica e morfológica
O gênero Peropteryx é caracterizado pela presença de uma pequena bolsa alada encontrada na borda anterior da membrana antebraquial, que abre distalmente; um rostro alongado; um ângulo distinto entre o rostro e a testa; uma fossa basofenóide que não é dividida por um septo mediano e o primeiro dente pré-molar superior em forma de espiga [6].
Peropteryx pallidoptera apresenta um tamanho médio em comparação com os integrantes do gênero Peropteryx, tendo um comprimento total entre 59 e 65 mm e pesando de 5 a 7 gramas. O pêlo dorsal é ligeiramente longo (aproximadamente 8 mm) e é de tonalidade castanha média uniforme com as bases dos pêlos parcialmente mais pálidas. O pêlo ventral é similar no comprimento e ligeiramente mais claro. As orelhas são castanhas e não estão em contato uma com a outra, apesar de se encontrarem próximas na testa. A membrana interfemural é castanha, assim como a membrana da asa desde o corpo até o cotovelo, mas a parte distal é translúcida com uma pequena coloração amarronzada A asa translúcida liga-se às extremidades inferiores no tornozelo. Há uma bolsa alar pouco desenvolvida localizada na extremidade anterior do patágio, com uma abertura lateral para o exterior [4].
O crânio de P. pallidoptera possui processos pós-orbitais e um rostro relativamente estreito, não sendo inflado dorsalmente. A fossa basofenóide é relativamente rasa e não dividida, com duas pequenas aberturas pterigóides anterolaterais e a extensão do mesopterigóide se projeta posteriormente dentro da região do basisfenóide. Os dentes pré-molares anteriores são muito pequenos e semelhantes a um pino. A fórmula dentária é i 1/3, c 1/1, p 2/2 e m 3/3; totalizando 32 dentes. [4].

Pelas medidas cranianas observadas em machos e fêmeas de P. pallidoptera indica-se que há pouco ou nenhum dimorfismo sexual no tamanho do crânio, já que não foram encontradas grandes diferenças. Porém, morfologicamente, machos são menores que fêmeas, sem sobreposição do tamanho do antebraço e peso [4]. 
Anatomicamente, a espécie Peropteryx pallidoptera assemelha-se com o P. leucoptera por conta da transparência presente nas asas, entretanto, a pelagem de P. pallidoptera é de uma coloração marrom mais parda nos braços e dígitos, a pele da ponta da asa até ao cotovelo é translúcida e uniformemente colorida em um tom de castanho, as orelhas não estão ligadas por uma faixa de pele, o rostro do crânio não é largo e as fossas pterigóides laterais não são tão grandes e profundas, como em P. leucoptera, sendo assim, tem grande similaridade com P. kappleri, P. macrotis, e P. trinitatis devido à essas características. No entanto, há outros caracteres que diferem P. pallidoptera destas outras espécies, como: rostro não inflado dorsalmente e o bordo posterior da extensão do mesopterigóide não está ao nível do bordo anterior das fossas basisfenóide e pterigóidea lateral [4].

## Ecologia
Os morcegos são cruciais em suas comunidades ecológicas, uma vez que realizam uma gama de interações como dispersar sementes, polinizar plantas, além de serem presas, predadores e grandes transmissores do vírus rábico, sendo assim grandes influenciadores da epidemiologia. O primeiro registro da presença da espécie Peropteryx pallidoptera foi em uma área de cerca de 450 km de distância da distribuição anteriormente conhecida pelos morcegos do genero Peropteryx. Uma vez que elas eram anteriormente restritas às florestas tropicais neotropicais das bacias Amazônica e Orinoco, a espécie agora foi encontrada em savanas dominadas por vegetação herbácea, assim como em mata ciliar ao longo de córregos e rios. Esse registro representa uma extensão significativa do habitat da espécie, ampliando sua área e ecossistema ambientalmente utilizado. [3] [4].
	As diversas capturas desses indivíduos revelam que Peropteryx pallidoptera não é um especialista em poleiros, por isso eles procuram outras alternativas de refúgios diurnos, podendo ser encontrados em uma variedade de locais como cavernas, árvores caídas, buracos no solo, margens de riachos e em folhas amontoadas. Além disso, podem ser encontrados compartilhando alguns desses poleiros com outras espécies de morcegos, destacando sua adaptabilidade a diferentes habitats. Esse indivíduo não possui um comportamento territorial, normalmente são sociáveis e formam colônias com cerca de cinco a quarenta e sete indivíduos. [3] [4] [5].
	O Peropteryx pallidoptera, assim como outros morcegos do gênero Peropteryx, é um indivíduo noturno, que normalmente saem de seus refúgios para buscar alimentos por volta das seis da tarde e voltam entre duas e seis da manhã. Seus hábitos alimentares consistem em uma dieta de insetos, como mariposas, borboletas, moscas, mosquitos, besouros, joaninhas; isso acontece devido à natureza insetívora do Peropteryx pallidoptera. [8]
O Peropteryx pallidoptera é um morcego ecolocalizador, são conhecidos pela capacidade de comunicação, orientação e percepção do ambiente através da ecolocalização. Essa habilidade  permite que os  P. pallidoptera se comunique por meio de vocalizações, emitindo sons de alta frequência, assim eles podem mapear o ambiente ao seu redor, uma vez que os sons refletem nos objetos e retornam como ecos, que são habilmente percebidos e interpretados pelos morcegos. Essa capacidade é valiosa para a sobrevivência dos P. pallidoptera, uma vez permite a esses animais determinar a posição, movimento, forma e textura dos objetos em seu entorno, tornando a ecolocação crucial para sua sobrevivência e sucesso na caça de presas. [8] [4]
	A reprodução desses indivíduos é alvo de estudo de muitos biólogos, especificamente devido ao comportamento reprodutivo, no que diz respeito à formação de haréns pelas fêmeas e ao envolvimento dos machos no processo de acasalamento. No que diz respeito ao ciclo reprodutivo, os nascimentos podem ocorrer ao longo do ano, com dois picos de nascimentos coincidindo em épocas com grande precipitação durante as estações chuvosas. Embora o período de gestação não tenha sido documentado, é conhecido que as fêmeas do gênero Peropteryx  geralmente produzem uma única ninhada por ano, composta por um filhote. O período de amamentação dura cerca de quarenta dias, após os quais os filhotes desenvolvem habilidades de voo semelhantes às dos adultos, alcançando a maturidade em aproximadamente cinquenta e cinco dias. Cerca de sessenta dias após o nascimento, a maioria dos filhotes deixa o refúgio de origem. [8]

## História natural da espécie
Os espécimes de Peropteryx pallidoptera atualmente foram encontrados em apenas três localidades, no leste do Equador, norte do Peru e na Amazônia, no Brasil e Colômbia. Nessas regiões, podem ser encontrados em florestas primárias de várzea em altitudes de até 400 m acima do nível do mar e em um limite de elevação mais baixa de 150 m. [2] [4] .
Entre as diversas regiões de coleta, merece destaque o Bloco 16, um local de exploração da companhia Repsol, localizado no Equador durante os anos de 1995 e 1996, onde aproximadamente 66 morcegos foram capturados. Nesse local, foi possível observar um marcado dimorfismo sexual, com as fêmeas apresentando dimensões superiores. Além disso, chamou a atenção a preferência desses morcegos por utilizar cavernas como poleiro noturno. No mesmo país, especificamente nas proximidades do Rio Tiputini, seis espécimes foram capturados. Essa área também se revelou como um ponto de interesse para a observação desses morcegos. Em Nuevo San Juan, no Peru, durante os anos de 1998 e 1999, foi registrado um total de 58 morcegos, dos quais 17 eram da espécie P. pallidoptera. Notavelmente, todos esses espécimes foram retirados de poleiros diurnos, destacando a importância desses locais na ecologia da espécie. No contexto do Rio Orosa, Peru, no ano de 1926, a captura de espécimes ocorreu em habitats de barragens aluviais e em florestas próximas à margem do rio, que são sazonalmente inundadas. Essa observação ressalta a adaptabilidade da espécie a diferentes condições ambientais. [1] [4] [5].
Essa espécie é conhecida por habitar as florestas tropicais amazônicas e a floresta ciliares em ecossistemas de savana na Região Orinoquia da Colômbia, também conhecida como Llanos Orientales, onde o clima é megatérmico e úmido, com temperatura média entre 27 e 28°C. A precipitação apresenta sazonalidade monomodal, com a estação seca de dezembro a março e a estação chuvosa de abril a novembro, recebendo precipitação anual entre 2.000 e 2.500 mm, sendo junho o mês mais chuvoso. [3] [4] [5].

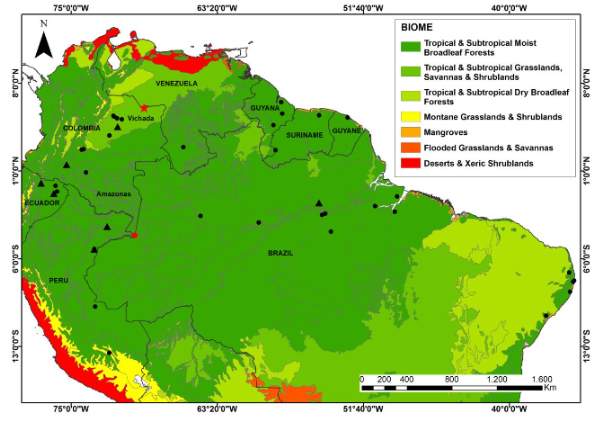
Distribuição geográfica de Peropteryx pallidoptera (triângulos pretos) de acordo com um estudo de 2021 [3

## Taxonomia e sistemática
Muitos dos gêneros da família Emballonuridae, descritos por Peters, em 1867, se baseiam principalmente na presença ou ausência de uma bolsa alar e a posição do mesmo no patágio. Peropteryx leucoptera, uma das espécies descritas por ele, foi designado como parte de um subgênero chamado Peronymus. Posteriormente, Dobson (1878) agrupou Balantiopteryx, Centronycteris e Peropteryx como subgêneros de Saccopteryx por conta da presença compartilhada da bolsa alar. No entanto, a ideia de que Centronycteris também possuía bolsas alares foi uma má interpretação de Peters, sendo corrigida por Sanborn (1937) [4].
Miller (1907) elevou os subgêneros propostos por Dobson a status de gêneros completos com base em diferenças cranianas, reconhecendo oito gêneros no total: Rhynchiscus, Centronycteris, Balantiopteryx, Saccopteryx, Cormura, Peropteryx, Peronymus e Myropteryx. Myropteryx, inicialmente descrito por Miller, é agora considerado um sinônimo de Cormura. A classificação de Peronymus como monotípico foi contestada por Thomas (1924), que descreveu uma segunda espécie, Peronymus cyclops, diferenciando-a de P. leucoptera por características cranianas. Sanborn (1937) manteve Peronymus como gênero distinto, considerando cyclops como subespécie de P. leucoptera [4].
Ao longo do tempo, houve divergências na classificação de Peronymus: alguns a consideram um gênero distinto, enquanto outros a tratam como subgênero de Peropteryx ou até mesmo como sinônimo júnior de Peropteryx, refletindo a controvérsia sobre sua posição taxonômica [4].
A filogenia construída para a família Emballonuridae é baseada em análises filogenéticas moleculares separadas que representam locus de cada um dos quatro sistemas de transmissão genética em mamíferos: cromossomos mitocondriais, autossomos e cromossomos X e Y. Para as espécies localizadas no Novo Mundo, os clados têm topologias coincidentes, onde P. pallidoptera e P. leucoptera são representadas como linhagens sucessivas basais a um clado composto por P. kappleri, P. macrotis e P. trinitatis [4].
A pigmentação das asas, nessa filogenia, indica que as asas transparentes, antes utilizada como a principal característica para distinguir os gêneros Peronymus de Peropteryx, não é uma sinapomorfia única que identifica esse táxon. Hipóteses para a evolução da pigmentação das asas apresentam que ou as asas transparentes evoluíram uma vez no ancestral comum de ambos os gêneros e depois reverteram no ramo que contém as espécies de Peropteryx com asas escuras; ou que as asas transparentes evoluíram independentemente nos dois gêneros [4].
	Além disso, um estudo de datação molecular, realizado por Lim (2007), estimou uma idade semelhante para a diversificação de Balantiopteryx e Peropteryx (incluindo P. leucoptera), iniciando-se há aproximadamente 10,8 milhões e 11,7 milhões de anos, respectivamente. Em contrapartida, a separação mais recente dos gêneros na subtribo Diclidurina foi entre Cyttarops e Diclidurus, ocorrendo muito antes, há cerca de 14,6 milhões de anos. Como Peronymus não parece mais distintivo em sua morfologia em comparação com outras espécies de Peropteryx e seu desacordo em relação a outras espécies de Peropteryx é parecida àquela vista em outros gêneros de embalonurídeos, há pouco valor em reconhecer Peronymus como distinto em nível genérico ou subgenérico. Portanto, os autores seguem Hood e Gardner (2007) ao considerar P. leucoptera como uma espécie de Peropteryx e não reconhecem subgêneros dentro desse táxon [4].